# Richard Goodwin
Richard Goodwin (New Castle, 24 de febrero de 1913 - Siena, 13 de agosto de 1996) fue un matemático y economista norteamericano nacido en Indiana. Se denominó a sí mismo como un "marxista descarriado de toda la vida" (1983). Se dedicó al estudio de la dinámica de las economías capitalistas. Su trabajo se basó en la premisa de que el capitalismo solo puede ser correctamente entendido si se lo consideraba como un sistema no lineal, más específicamente, como un sistema autoorganizado (de carácter caótico) en donde la interacción de múltiples agentes hace que, a diferencia de los planteamientos ortodoxos, no haya garantía de que los mercados se vacíen, además que la tasa media de desempleo durante el ciclo económico puede ser alta o baja.

## Modelo de ciclos económicos de Goodwin
Goodwin propone una formalización de la dinámica del Ejército Industrial de Reserva, la cual se logra por medio de la combinación entre una curva de Phillips (la cual sirve para reflejar el balance de poder entre capitalistas y trabajadores) (Tarassow, 2010, p.4), la dependencia de la tasa de ahorro en la participación de los trabajadores en el producto, y la dinámica propia del empleo implícita en el modelo de Harrod (Shaikh, 2003, p.15).
Se asume una economía cerrada sin actividad del Gobierno, la producción puede usarse para el consumo o la inversión. Se asume la ley de Say y además todo el ahorro se destina a inversión (de hecho todas las ganancias se reinvierten). La productividad de la fuerza de trabajo se define aquí como el total de producto Y dividido para el total de fuerza de trabajo empleada L:
(1) {\displaystyle y={\frac {Y}{L}}}
La tasa de empleo se define como la división entre la fuerza de trabajo empleada L y el total de fuerza de trabajo disponible η:
(2) {\displaystyle v={\frac {L}{n}}}
Se asume que existe una relación entre las variaciones en el salario real w y las variaciones de la tasa de empleo de la forma:
(3) {\displaystyle {\frac {\dot {w}}{w}}=f(v)}
La participación de los trabajadores en el producto total se define como la división entre el total pagado a la fuerza de trabajo empleada dividido para el producto total:
(4) {\displaystyle u={\frac {Lw}{Y}}={\frac {w}{y}}}
De (4) puede obtenerse la tasa de crecimiento aproximada de la participación de los trabajadores en el producto: 
(5) {\displaystyle {\frac {\dot {u}}{u}}=-{\frac {\dot {y}}{y}}+f(v)}
Luego, definiendo al plusproducto como la resta entre la producción y el total de salarios pagados a los trabajadores:
(6) {\displaystyle P=Y-Lw=(1-u)Y}
Y asumiendo que todo el plusproducto se destina al aumento del capital:
(7) {\displaystyle P={\dot {K}}}
Se puede obtener la tasa de crecimiento del capital en relación con la tasa de participación de los trabajadores en el producto:
(8) {\displaystyle {\frac {\dot {K}}{K}}={\frac {P}{K}}={\frac {(1-u)}{h}};h={\frac {K}{Y}}}
La relación entre producto neto y capital se denomina el “coeficiente de capital” que posee gran importancia en el modelo de Harrod-Domar. Definiendo además la relación entre capital y trabajo al estilo neoclásico:
(9) {\displaystyle k={\frac {K}{L}}}
Expresándola en tasas de crecimiento:
(10) {\displaystyle {\frac {\dot {L}}{L}}={\frac {\dot {K}}{K}}-{\frac {\dot {k}}{k}}}
Luego, tomando la tasa de empleo y expresándola en tasa de cambio:
(11) {\displaystyle {\frac {\dot {L}}{L}}={\frac {\dot {v}}{v}}+{\frac {\dot {n}}{n}}}
Igualando (10) y (11) e insertando estas en (8) se obtiene:
(12) {\displaystyle {\frac {\dot {v}}{v}}={\frac {(1-u)}{h}}-{\frac {\dot {k}}{k}}-{\frac {\dot {n}}{n}}}
De la expresión (5) y de la expresión (12) se obtiene un sistema de ecuaciones diferenciales:
(13) {\displaystyle {\dot {u}}=u[-{\frac {\dot {y}}{y}}+f(v)]}
(14) {\displaystyle {\dot {v}}=v{[{\frac {1}{h}}-({\frac {\dot {k}}{k}}+{\frac {\dot {n}}{n}})]-{\frac {u}{h}}}}
Estas ecuaciones diferenciales permiten describir la relación entre la tasa de empleo y la tasa de participación de los trabajadores en el producto por medio del comportamiento cíclico que poseen las funciones respuesta de este sistema de ecuaciones diferenciales. 
Igualando a cero las expresiones (13) y (14) se obtienen valores “de equilibrio” de la tasa de empleo y la tasa de participación de los trabajadores (Weber, 2005, p. 9):
(15) {\displaystyle f(v*)={\frac {\dot {y}}{y}}={\frac {\dot {w}}{w}}}
(16) {\displaystyle u*=1-h({\frac {\dot {k}}{k}}+{\frac {\dot {n}}{n}})}
Si se asume una relación salario real-tasa de empleo de tipo lineal:
(17) {\displaystyle f(v)={\frac {\dot {w}}{w}}=-a+bv}
Se puede obtener el siguiente punto de “equilibrio” para la expresión 15:
(18) {\displaystyle v*=({\frac {1}{b}})({\frac {\dot {y}}{y}}+a)}
Entonces, con las expresiones (16) y (18) puede describirse las fluctuaciones de la economía de la siguiente manera: si la tasa de empleo es menor a su valor “de equilibrio” entonces la tasa de participación de los trabajadores en el producto empieza a disminuir, pero la disminución de la tasa de participación por debajo de su valor “de equilibrio” a su vez hace que el nivel de empleo empiece a recuperarse, sin embargo el sistema no llega a alcanzar un equilibrio en donde tanto la participación de los trabajadores como la tasa de empleo dejen de crecer. Más bien el sistema se mantiene en una oscilación “perfecta” alrededor de los puntos de “equilibrio” (Shaikh, 2003, p.17).
La dinámica de este modelo corresponde al modelo de presa-depredador (caso particular de las ecuaciones de Lotka-Volterra) en donde la presa tiende a crecer indefinidamente a menos que exista un depredador que detenga su crecimiento, mientras que el depredador tiende a desaparecer a menos que “interactué” con la presa. Para este caso, Solow señalaría que en el modelo de Goodwin los obreros son los depredadores y las presas son los capitalistas o que los depredadores son los trabajadores con empleo y las presas los trabajadores sin empleo (1990). Sin embargo, esta interpretación es discutible pues si se reemplaza la participación de los trabajadores en el producto por una expresión que contenga a la tasa de explotación marxista, es posible notar que el modelo presa-depredaor podría replantearse como un modelo de competencia entre trabajadores y capitalistas.